# 克里米亞營
「克里米亞」營（烏克蘭語：Батальйон поліції «Крим»）是克里米亞韃靼人的一個志願營，隸屬於乌克兰国际军团。曾下辖于特別任務巡邏警察隊。該營的前身是第聂伯罗-1团下屬的克里米亞韃靼連，於2014年6月成立。11月12日，烏克蘭總統彼得·波罗申科和克里米亞韃靼民族運動領導人穆斯塔法·杰米列夫宣佈將克里米亞韃靼連預編成一個營。
克里米亞營曾參加頓巴斯戰爭。2022年參加基輔戰役。此外，克里米亞營還與謝赫曼蘇爾營合作。

## 知名成员
- 美国记者，跨性别活动家莎拉·阿什頓-西里洛，于2022年加入并受训成为军医。

## 主张
在克里米亚营在VK的官方页面介绍中，称单位包括克里米亚鞑靼人和乌克兰穆斯林的代表，以及任何宗教和国籍的志愿者。 关于斗争的目的和最终目标的声明指出：
— 